# Codex Seidelianus I
Der Codex Seidelianus I (Gregory-Aland no. Ge oder 011) ist eine griechische Handschrift der vier Evangelien, die auf das 9. oder 10. Jahrhundert datiert wird. Der Codex wurde nach Andreas Seidel benannt, der ihn im 17. Jahrhundert besaß. Die Handschrift ist nicht vollständig.

## Beschreibung
Die Handschrift besteht aus den vier Evangelien auf 252 Pergamentblättern (25,7 × 21,5 cm), beschrieben in 2 Kolumnen, 21 Zeilen.
Die großen Unzialbuchstaben sind mit Spiritus und Akzenten ausgeführt, diese sind aber meist nicht genau gesetzt.
251 Blätter werden in der British Library (Harley 5684) in London und ein Blatt in Cambridge im (Trinity College B XVII.20) verwahrt.
Der griechische Text des Codex repräsentiert den byzantinischen Text und wird der Kategorie V zugeordnet.
Nach dem Tode Seidels wurde der Kodex 1718 vom Maturin Veyssière de La Croze gekauft, der sie dem Hamburger Geistlichen Johann Christoph Wolf schenkte. Ein halbes Blatt wurde vermutlich von Wolf ausgeschnitten und an Bentley zur Ansicht geschickt. Dieses Blatt ist jetzt in Cambridge. Die übrige Handschrift kam in die Harleianische Bibliothek, welche später an das Britische Museum ging.